# Heinrich I. von Hasenburg
Heinrich I. von Hasenburg (* 11. Jahrhundert oder 12. Jahrhundert; † 25. März 1190 in Straßburg) war Fürstbischof von Straßburg von 1180 bis 1190 unter der Herrschaft von Kaiser Friedrich I., unter den Pontifikaten von Alexander III., Lucius III., Urban III. und Gregor VIII. und Clemens III.

## Herkunft und Familie

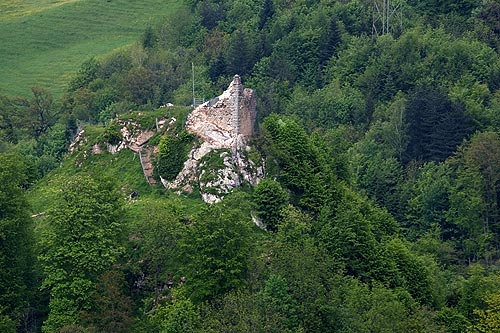
Ruine Asuel / Hasenburg

Bischof Heinrich stammt aus dem Geschlecht von Hasenburg. Es hatte seinen Stammsitz in Asuel, heute einem Dorf und einer ehemaligen politischen Gemeinde im Distrikt Porrentruy des Kantons Jura in der Schweiz. Die Hasenburg sind eine Seitenlinie der burgundischen Montfaucon, unter denen einige Mitglieder Bischof von Basel oder Erzbischof von Besançon wurden. Burchardus I. von Montfaucon war der Vater von Hugo, Freiherr von Hasenburg (Baron d'Asuel). Die Nachkommen von Hugo erbauten die Hasenburg bei Willisau, die später in den Besitz des Neuenburger Herrschergeschlechts (Maison de Neuchâtel) überging.

## Leben und Wirken
Heinrich trug den Übernamen Byllung und war Scholaster am Straßburger Stift, als er auf den Bischofssitz erhoben wurde. Ein zeitgenössischer Autor sagt von ihm, dass er in den geistlichen und weltlichen Wissenschaften sehr bewandert war und durch seine ciceronianische Suade alle Herzen gewann.
Bei Beginn seines Episkopates weihte er zu Ehren der Gottesmutter und des Heiligen Nikolaus die Klosterkirche von Truttenhausen ein, die 1181 Herrad von Landsberg, Äbtissin zu Hohenburg, und ihr Stiefbruder Günther von Vigenhege, aus ihren Patrimonialgütern für regulierte Augustiner-Chorherren hatten errichten lassen. Dieselbe Äbtissin bezog aus dem Kloster von Étival zur geistlichen Führung der Stiftsdamen von Hohenburg Prämonstratensermönche, denen sie 1182 bei der Sankt-Gorgonskapelle ein Kloster errichten ließ.
Im selben Jahr erbaute der bischöfliche Haushofmeister Walter Spender anstelle eines über der Breusch liegenden kleinen Schlosses ein Kirchlein zu Ehren der heiligen Magdalena, Mauritius und Sankt Nikolaus. Dieses Kirchlein sollte den Mitgliedern seiner Familie als Familiengruft dienen und weil dessen Grundboden der Kollegiale von Sankt-Thomas angehörte, so wurde es Filiale des Thomas-Stiftes. Später wurde es zu einer Pfarrkirche unter dem Namen Sankt-Nikolaus.
Im Jahre 1183 kamen einige Mönche des Priorats Sainte-Marie-des-Champs von Metz mit Reliquien ins Elsass und ließen sich zu Rouffach nieder. Bischof Heinrich schenkte ihnen auf einem benachbarten Hügel einen Platz, auf dem sie das Priorat  St. Valentin errichteten. Im Monat Juni 1183 befand sich der gelehrte Bischof von Straßburg in Konstanz und hat den kaiserlichen Kommissarien, die im Namen von Friedrich und dessen Sohn Heinrich den lombardischen Städten ihre Gebräuche und herkömmlichen Rechte durch einen Eid bestätigten. Verhängnisvoll war für Straßburg das Jahr 1187, wo ein schrecklicher Stadtbrand im Monat Mai mehr als 160 Häuser verzehrte. Bischof Heinrich verschaffte den Verunglückten Hilfe, den Obdachlosen Unterkunft und Lebensmittel.
1187 ratifizierte die Stiftskirche von Straßburg einen Schenkungsakt aller Güter, die ein adeliger Elsässer, Walfried von Bischofsheim, dem Kloster Baumgarten vermacht hatte. Er hatte sich nämlich dort als Mönch aufnehmen lassen, weil er kinderlos war.
Der berühmte Saladin, Sultan von Ägypten, hatte am 2. Oktober 1187 Jerusalem wieder erobert und das Reich der Christen im Morgenland vernichtet. Papst Gregor VIII. ließ sofort einen neuen Kreuzzug predigen und schickte seine Legaten nach Straßburg, wo Friedrich I. damals residierte. Bischof Heinrich unterstützte die Legaten und durch seine große Beredsamkeit überzeugte er viele Grafen und Freiherren dazu, sich dem Kreuzzug anzuschließen, der eigentlich erst im Reichstag zu Mainz am 25. März 1188 beschlossen wurde. Kaiser Friedrich I. und sein Sohn Friedrich, Herzog von Schwaben und Elsass, nahmen das Kreuz. Am 23. April verließen sie das Elsass und hielten am 28. Mai 1188 in Pressburg eine Heerschau über 50.000 Mann, mit denen sie über Bulgarien gegen Asien zogen, wo sie nach Einnahme der Stadt Ikonium vor Seleukia rückten.
Bischof Heinrich hatte ebenfalls in Mainz das Kreuz genommen. Am 13. Dezember 1189 weihte er dem heiligen Jakobus zu Ehren eine Kapelle ein, die Rudolf, Schultheiß von Straßburg, hatte erbauen lassen. Hierauf folgte er dem Heereszug nach, kam bis nach Griechenland, von wo er schwach und krank schnell wieder nach Straßburg zurückkehrte und am Ostersonntag dem 25. März 1190 verschied. Sein Leichnam wurde in der Sankt-Andreaskapelle des Münsters zur Erde bestattet.